# Episodi di Justice League (seconda stagione)
La seconda e ultima stagione della serie animata Justice League è andata in onda negli Stati Uniti d'America dal 5 luglio 2003 al 29 maggio 2004 con un doppio episodio a settimana sul canale Cartoon Network, con l'eccezione del 13 dicembre 2003, in cui è stato trasmesso un solo episodio, e del 29 maggio 2004, in cui ne sono stati trasmessi tre.
In Italia la stagione è inedita.
| Nº st. | Nº tot. | Titolo originale           | Prima TV Stati Uniti |
| ------ | ------- | -------------------------- | -------------------- |
| 1      | 27      | Twilight                   | 5 luglio 2003        |
| 2      | 28      | Twilight - Pt II           | 5 luglio 2003        |
| 3      | 29      | Tabula Rasa                | 4 ottobre 2003       |
| 4      | 30      | Tabula Rasa - Pt II        | 4 ottobre 2003       |
| 5      | 31      | Only a Dream               | 11 ottobre 2003      |
| 6      | 32      | Only a Dream - Pt II       | 11 ottobre 2003      |
| 7      | 33      | Maid of Honor              | 18 ottobre 2003      |
| 8      | 34      | Maid of Honor - Pt II      | 18 ottobre 2003      |
| 9      | 35      | Hearts and Minds           | 25 ottobre 2003      |
| 10     | 36      | Hearts and Minds - Pt II   | 25 ottobre 2003      |
| 11     | 37      | A Better World             | 1º novembre 2003     |
| 12     | 38      | A Better World - Pt II     | 1º novembre 2003     |
| 13     | 39      | Eclipsed                   | 8 novembre 2003      |
| 14     | 40      | Eclipsed - Pt II           | 8 novembre 2003      |
| 15     | 41      | The Terror Beyond          | 15 novembre 2003     |
| 16     | 42      | The Terror Beyond - Pt. II | 15 novembre 2003     |
| 17     | 43      | Secret Society             | 22 novembre 2003     |
| 18     | 44      | Secret Society - Pt II     | 22 novembre 2003     |
| 19     | 45      | Hereafter                  | 29 novembre 2003     |
| 20     | 46      | Hereafter - Pt II          | 29 novembre 2003     |
| 21     | 47      | Wild Cards                 | 6 dicembre 2003      |
| 22     | 48      | Wild Cards - Pt II         | 6 dicembre 2003      |
| 23     | 49      | Comfort and Joy            | 13 dicembre 2003     |
| 24     | 50      | Starcrossed                | 29 maggio 2004       |
| 25     | 51      | Starcrossed - Pt II        | 29 maggio 2004       |
| 26     | 52      | Starcrossed - Pt III       | 29 maggio 2004       |

## Twilight
- Diretto da: Dan Riba
- Scritto da: Rich Fogel and Bruce Timm

### Trama
La Justice League è costretta a difendere Apokolips, il pianeta natale di Darkseid, dall'attacco di Brainiac; in realtà gli eroi scopriranno che il tiranno di Apokolips si è alleato con Brainiac per distruggere Nuova Genesi. Il combattimento che ne segue provoca la distruzione della base orbitante dell'elaboratore kryptoniano e la morte di Darkseid.

## Tabula Rasa
- Diretto da: Dan Riba
- Scritto da: Stan Berkowitz

### Trama
Lex Luthor manipola un potente androide di nome Amazo, capace di copiare i superpoteri altrui, e lo convince a combattere contro la Justice League. J'onn J'onnz riesce però a entrare nella mente dell'essere e fargli scoprire l'inganno. Dopo un iniziale tentativo di uccidere Luthor, l'androide parte per lo spazio.

## Only a Dream
- Diretto da: Butch Lukic
- Scritto da: Stan Berkowitz

### Trama
Il carcerato John Dee si offre volontario per un esperimento debito alla lettura del pensiero tramite una macchina. Durante un'evasione di massa l'ambizioso Dee ne approfitta per impadronirsi della macchina e, usando il suo potere al massimo, ottenere la capacità di penetrare nel subconscio degli altri, diventando così il Dottor Destiny. Grazie ai nuovi poteri l'uomo entra nei sogni dei membri della League intrappolandoli nei loro peggiori incubi. Tocca a Batman e a J'onn J'onnz, combattere contro il sonno e cercare di sconfiggere il criminale.

## Maid of Honor
- Diretto da: Dan Riba
- Scritto da: Dwayne McDuffie

### Trama
Wonder Woman fa amicizia con la principessa di Kasnia e, festeggia con lei la notte di addio al nubilato prima dell'imminente matrimonio. Tuttavia il promesso sposo della ragazza è in realtà Vandal Savage sotto mentite spoglie, che mira solo ad impadronirsi del regno. Sarà proprio Wonder Woman, aiutata da Batman, a sventare i suoi piani.

## Hearts and Minds
- Diretto da: Butch Lukic
- Scritto da: Keith Damron

### Trama
Kilowog, arriva sulla terra per contattare John Stewart e la League, chiedendogli di venire in soccorso di altri membri del Corpo delle Lanterne Verdi catturate dal malefico Despero, tra cui Kama Tui, addestratrice e vecchia fiamma di John.

## A Better World
- Diretto da: Dan Riba
- Scritto da: Stan Berkowitz

### Trama
In una dimensione parallela, la Justice League subisce una pesante perdita con la morte di Flash e, furibondo, Superman si rende responsabile dell'assassinio di Lex Luthor, qui divenuto Presidente degli Stati Uniti. Preso dunque il controllo della Casa Bianca il gruppo, noto in tal universo come Justice Lords, prende progressivamente il controllo di tutta la Terra, che governa col pugno di ferro. Due anni dopo, Batman scopre l'universo dove abita la Justice League e, considerando le loro controparti troppo permissive, i Justice Lords decidono di catturare la League e prenderne il posto, per ripetere il trattamento svolto nella loro dimensione anche sull'altra, rendendola così, a parer loro, "un mondo migliore".

## Eclipsed
- Diretto da: Dan Riba
- Scritto da: Joseph Kuhr

### Trama
Un antico e potentissimo cristallo lunare chiamato Black Heart viene riportato alla luce da un gruppo di soldati. Il cristallo è tuttavia abitato da uno spirito maligno in grado di possedere chi lo tiene in mano. Quando il cristallo viene spezzato però, tutti i membri della League eccetto Flash si trovano sotto il suo controllo. L'uomo più veloce del mondo deve dunque combattere contro tutti i suoi compagni per salvare il mondo dal malvagio cristallo.

## The Terror Beyond
- Diretto da: Butch Lukic
- Scritto da: Dwayne McDuffie

### Trama
Aquaman e il Dottor Fate assoldano Solomon Grundy per combattere un male antico, convincendolo che in tal modo potrà riavere la sua anima. Grundy finirà col sacrificarsi per sconfiggere il potente nemico, ritrovando così la pace.

## Secret Society
- Diretto da: Dan Riba
- Scritto da: Stan Berkowitz

### Trama
Mentre alla League ci sono dei disaccordi, Gorilla Grodd compie un ritorno in grande stile, reclutando il Parassita, Giganta, Sinestro, l'Ombra, Clayface e Killer Frost e formando dunque la Società Segreta. Il nuovo gruppo di supercriminali riesce in un primo momento a sconfiggere la Justice League, che però riuscirà poi a trionfare.

## Hereafter
- Diretto da: Butch Lukic
- Scritto da: Dwayne McDuffie

### Trama
Un gruppo di supercriminali si coalizza per vendicarsi di Superman, quando questi attaccano Metropolis l'Uomo d'Acciaio si sacrifica per salvare Batman e Wonder Woman e finisce apparentemente vaporizzato da un raggio laser. Il mondo intero piange la sua scomparsa assieme alla League, a cui nel frattempo si unisce, contro la volontà di tutti, Lobo. Tuttavia in realtà Superman non è morto, ma è stato teletrasportato nell'anno 30000 dove, privo di poteri a causa del sole divenuto rosso, incontra l'unico altro superstite, Vandal Savage, rimasto l'unico uomo sulla terra a causa di un suo stesso piano di conquista finito male. L'immortale, ormai pentito, aiuterà Superman a tornare nel passato per impedire tutto ciò.

## Wild Cards
- Diretto da: Butch Lukic
- Scritto da: Stan Berkowitz & Dwayne McDuffie

### Trama
Preso possesso di una stazione TV, il Joker annuncia di aver piazzato una serie di bombe a Las Vegas, le quali esploderanno entro ventidue minuti e cinquantun secondi se la Justice League non lo impedirà. In questo modo realizza il suo reality personale in cui la League dovrà combattere contro il suo supergruppo personale: la Banda della Scala Reale.

## Comfort and Joy
- Diretto da: Butch Lukic
- Scritto da: Paul Dini

### Trama
In occasione delle festività natalizie, la League si prende le meritate vacanze. Flash fa visita ai bambini di un orfanotrofio e si impegna a portare loro una particolare papera cantante giocattolo come regalo di Natale, tuttavia, dopo aver trovato il pupazzo, l'eroe si scontra con Ultra-Humanite, che provoca la distruzione del giocattolo. Ultra-Humanite, "vittima" dello spirito natalizio, si offre personalmente di riparare la papera e portarla ai bambini assieme a Flash. John e Alata passano le vacanze insieme, prima giocando a palle di neve e poi partecipando ad una rissa in un bar alieno, su costante richiesta di della seconda, che pare divertirsi. J'onn J'onnz invece accetta l'invito di Superman di passare le vacanze con lui e la sua famiglia a Smallville. Dapprima il marziano si sente spaesato e non comprende bene la festività, ma dopo poche ore entra pienamente nello spirito natalizio.
Nota: questo è l'unico episodio della serie animata a essere autoconclusivo.

## Starcrossed
- Diretto da: Butch Lukic & Dan Riba
- Scritto da: Rich Fogel & Dwayne McDuffie

### Trama
Sulla Terra arriva una flotta thanagariana guidata da Hro Talak. Gli alieni affermano di essere venuti in pace e di voler aiutare la terra a difendersi da una prossima invasione dei loro nemici giurati, i gardoniani, e inoltre affermano di avere una spia sulla Terra che era stata mandata a monitorare la situazione fino al loro arrivo: Alata. Quest'ultima comincia perciò a perdere la fiducia dei compagni per averlo sempre tenuto segreto, nonché per non aver mai parlato di aver avuto una relazione amorosa con Hro Talak, nonostante sulla Terra ne avesse iniziata un'altra con John. Tra le tensioni la League aiuta comunque gli alieni a costruire una speciale fortezza che generi un campo magnetico per allontanare i gardoniani. Batman scopre però la verità: non c'è nessuna flotta gardoniana, infatti Hro Talak vuole aprire una rotta per il pianeta nemico, cosa che però porterebbe alla distruzione della Terra. Difatti il campo magnetico, una volta attivato, rende impotenti le armi terrestri. Con l'aiuto di Shayera, alias Alata, i thanagariani sconfiggono ed imprigionano la League al completo, ma la suddetta riesce a fuggire e, ricercati su tutto il pianeta, sono costretti a mascherarsi tra i civili. Tuttavia Shayera non è più la donna di un tempo: è profondamente cambiata e si è affezionata alla Terra e ai compagni, oltre ad essersi innamorata di John. Non riesce dunque a portare a termine i piani del suo popolo e li tradisce per ritornare dalla parte della Terra. Così, anche grazie al sacrificio della Torre di Controllo che fanno precipitare sulla fortezza magnetica dei thanagariani, la League respinge l'invasione. Tuttavia, persa la fiducia di molti membri del gruppo di supereroi e della gente di tutto il mondo, Alata deciderà di smettere di essere una supereroina, allontanandosi dal gruppo.
Nota: il personaggio di Hro Talak è fisicamente molto simile a Hawkman. "Hro Talak" è in effetti un anagramma di "Katar Hol", vero nome di Hawkman.